# Agata Rowińska
Agata Rowińska (ur. 19 lutego 1964) – polska prawniczka, zastępca dyrektora Departamentu Instytucji Finansowych w Ministerstwie Skarbu Państwa, członkini Rady Nadzorczej PZU, w 2007 prezes Zarządu PZU.

## Życiorys
Absolwentka Wydziału Prawa Uniwersytetu Warszawskiego (1991) oraz studiów podyplomowych (bankowość) w Kolegium Zarządzania i Finansów Szkoły Głównej Handlowej w Warszawie. Była członkiem kilku rad nadzorczych spółek z udziałem Skarbu Państwa:
- Manuli Hydraulics Polska SA w Mysłowicach (1996-2000)
- FUGO SA w Koninie (1997)
- Wafapomp (2000)

Od 2003 członek Rady Nadzorczej PZU i jednocześnie pełnomocnik resortu skarbu w tej instytucji.
Od 4 września 2007 prezes Zarządu Powszechnego Zakładu Ubezpieczeń S.A. Zastąpiła na tym stanowisku Jaromira Netzla, odwołanego po postawieniu mu przez prokuraturę w Warszawie zarzutu składania fałszywych zeznań oraz utrudniania śledztwa, mającego ujawnić źródła przecieku w sprawie planowanej akcji CBA w Ministerstwie Rolnictwa. Funkcję prezesa Zarządu Powszechnego Zakładu Ubezpieczeń S.A przestała pełnić 14 grudnia 2007.